# محمد الخيبري (لاعب كرة قدم مواليد 2002)
محمد نايف الخيبري، لاعب كرة قدم سعودي، يلعب في خط الدفاع في نادي الهلال.

## مسيرة اللاعب
بدأ في الفئات السنية في نادي النصر و بعدها إنظم للفئات السنية في نادي الشباب و انظم للفريق الأول في صيف عام 2020 و انتقل بعدها إلى نادي الهلال.

## روابط خارجية
- محمد الخيبري على موقع إي إس بي إن إف سي (الإنجليزية)
- محمد الخيبري على موقع Soccerway.com (الإنجليزية)
- محمد الخيبري على موقع عالم كرة القدم.نت (الإنجليزية)